# Magny-le-Hongre
Magny-le-Hongre (franskt uttal: [maɲi lə ɔ̃ɡʁ]
 ( lyssna)) är en kommun i departementet Seine-et-Marne i regionen Île-de-France i norra Frankrike. Kommunen ligger i kantonen Serris som tillhör arrondissementet Torcy. Den ligger i sektor 4 Val d'Europe i Ville nouvelle Marne-la-Vallée, cirka 35 kilometer öster om Paris, längs motorvägen A4. Magny-le-Hongre ingår också i den historiska regionen Brie. År 2022 hade Magny-le-Hongre 9 058 invånare.
Magny-le-Hongre var fram till grundandet av Disneyland Paris 1992 en liten landsortskommun med enbart några få hundra invånare. Kommunen har därefter genomgått en stor omvandling då den är en av de fem kommuner vilka Disneyland Paris är byggt på. I Magny-le-Hongre finns ett flertal stora hotell samt en golfbana. Bilavstånd till Disneyland är cirka 5 minuter. Vid entrén till Disneyland finns en järnvägsstation, Gare de Marne-la-Vallée - Chessy, för snabbtåg TGV med anslutningar till bland annat Paris-Charles de Gaulles flygplats (10 minuter), Marseille (3,5 timmar), Lyon (2 timmar), Bordeaux, London, Bryssel samt till Strasbourg (drygt 2 timmar). Där finns även en pendeltågsstation (RER) varifrån det tar cirka 50 minuter att åka till Paris.

## Befolkningsutveckling
| Befolkningsutvecklingen i Magny-le-Hongre 1968–2021 | Befolkningsutvecklingen i Magny-le-Hongre 1968–2021 | Befolkningsutvecklingen i Magny-le-Hongre 1968–2021 | Befolkningsutvecklingen i Magny-le-Hongre 1968–2021 | Befolkningsutvecklingen i Magny-le-Hongre 1968–2021 |
| --------------------------------------------------- | --------------------------------------------------- | --------------------------------------------------- | --------------------------------------------------- | --------------------------------------------------- |
|                                                     |                                                     |                                                     |                                                     |                                                     |
| År                                                  |                                                     |                                                     | Folkmängd                                           |                                                     |
| 1968                                                | 1968                                                |                                                     | 121                                                 |                                                     |
| 1975                                                | 1975                                                |                                                     | 223                                                 |                                                     |
| 1982                                                | 1982                                                |                                                     | 264                                                 |                                                     |
| 1990                                                | 1990                                                |                                                     | 331                                                 |                                                     |
| 1999                                                | 1999                                                |                                                     | 1 791                                               |                                                     |
| 2007                                                | 2007                                                |                                                     | 5 158                                               |                                                     |
| 2015                                                | 2015                                                |                                                     | 8 428                                               |                                                     |
| 2021                                                | 2021                                                |                                                     | 9 064                                               |                                                     |

## Angränsande kommuner
Följande kommuner gränsar till Magny-le-Hongre:
- Bailly-Romainvilliers
- Coupvray
- Montry
- Serris
- Saint-Germain-sur-Morin